# Salix tenuijulis
Espèce
Salix tenuijulis est une espèce de plantes à fleurs de la famille des Salicaceae. C'est un saule originaire de l'est de l'Asie.

## Synonymie
- Salix alberti Regel[1],[2]
- Salix przewalskii E.L. Wolf[1]
- Salix serrulatifolia E.L. Wolf[1],[2].
- Salix spinidens E.L. Wolf[2].
- Salix tenuijulis var. alberti Poljakov[1].

## Description
A. K. Skvortsov pense que cette espèce devrait être répertoriée dans la section Helix à cause de sa grande ressemblance avec Salix longistamina.

## Répartition
Salix tenuijulis est enregistré en Chine (Xinjiang, Uygur), au Kazakhstan, au Kirghizistan, et en Mongolie.